# Martin Lundeberg
Martin Lundeberg, född 1708, död 1779, var en svensk borgmästare, häradshövding och riksdagsman.

## Biografi
Martin Lundeberg föddes 1708. Han blev 1738 borgmästare i Sundsvalls stad och var riksdagsman vid riksdagen 1738–1739, riksdagen 1740–1741 och urtima riksdagen 1742–1743. Lundeberg blev 1750 borgmästare i Sundsvall och var mellan 1756 och 1778 häradshövding i Södra Ångermanlands domsaga. Han fick lagmans titel och avled 1779.
Lundeberg var medlem av hattpartiet och ledamot av sekreta utskottet.